# Tetragnatha kukuhaa
Tetragnatha kukuhaa är en spindelart som beskrevs av Gillespie 2002. Tetragnatha kukuhaa ingår i släktet sträckkäkspindlar, och familjen käkspindlar. Inga underarter finns listade i Catalogue of Life.